# Indische filosofie
Indische filosofie is het geheel van de vormen van filosofie die op het Indische subcontinent zijn ontstaan. Hiertoe behoren onder meer de hindoeïstische filosofie, de boeddhistische filosofie en het jaïnisme. De filosofie van het Indische subcontinent behoort tot de vroegste vormen van wijsgerig denken. De verschillende stromingen verschillen op heel wat belangrijke punten, waardoor het moeilijk is om een omvattend beeld van de Indische filosofische gedachtegang weer te geven. Wel wordt onderscheid gemaakt tussen de orthodoxe en de niet-orthodoxe of heterodoxe filosofieën, de astika en nastika. Pas vanaf de tijd van de migratie van Indo-Arische volken, de Vedische tijd, zijn er overleveringen van de Indische filosofie bekend.

## Kenmerken
De Indische filosofie kent met zijn verschillende stromingen een aantal overeenkomsten:
- de zielsverhuizing met daarmee samenhangend:
  - samsara, de eeuwigdurende cyclus van dood en wedergeboorte
  - duhkha, het leven is lijden
  - moksa, verlossing van de cyclus van samsara en duhkha
- het streven om moksa te bereiken heeft een praktische instelling tot gevolg om karma te beïnvloeden, aangezien hoe men zich gedragen heeft in het eerdere leven bepaalt hoe men wedergeboren wordt
- een sterke gerichtheid op het innerlijke, terwijl het aardse bestaan veelal van ondergeschikt belang is
- bij de logica van de pramana’s, de Indische kentheorie, speelt ook intuïtie een belangrijke rol
- een belangrijke rol is weggelegd voor traditionele geschriften, vooral de Veda’s. Dit maakt het moeilijker toegankelijk voor diegenen die hier niet mee bekend zijn
- er is een opmerkelijke verdraagzaamheid, waarbij andere denkwijzen wel kritisch benaderd worden, maar niet onderdrukt

De Rigveda is hier de oudst bekende overlevering en een belangrijke scheidslijn is die tussen de scholen die de Veda's aanhangen en de scholen die deze verwerpen, respectievelijk de astika en nastika. Onder de eerste vallen de zes darsana's, nyaya, vaisheshika, samkhya, yoga, mimamsa en vedanta. Onder de laatsten vallen charvaka, het boeddhisme en het jaïnisme.
Ook politieke filosofie heeft altijd een belangrijk onderdeel van de Indische filosofie gevormd. Een van de eerste teksten die aan de Indische politieke filosofie was gewijd is de Arthashastra, die rond de vierde eeuw v.Chr. geschreven moet zijn. De politieke filosofie van India is sterk beïnvloed door het dharmisme. Hierin speelt geweldloosheid met de begrippen ahimsa en satyagraha – die door Mahatma Gandhi werden gepopulariseerd in de tijd dat India voor zijn onafhankelijkheid streed – een zeer belangrijke rol.

## Geschiedenis

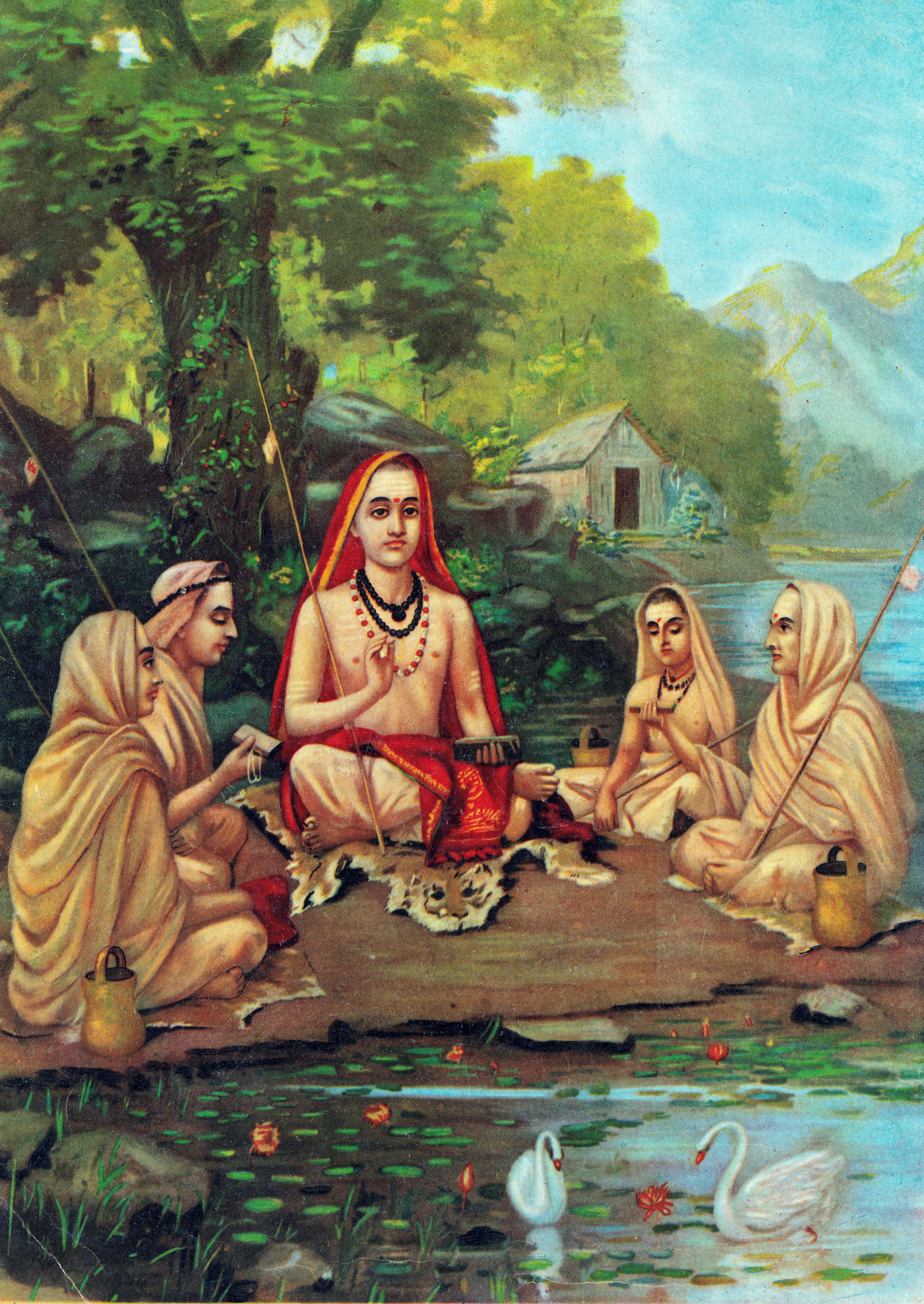
Shankara die de herleving van advaita vedanta teweeg bracht

De Indische filosofie werd vooral in de periode tussen 1000 v.Chr. en de eerste eeuwen van de christelijke jaartelling uitgewerkt en verspreid. Er zijn verschillende onderverdelingen mogelijk, zoals
- Vedische periode
  - Oud-Vedische of hymnenperiode (ca. 1500-1000 v.Chr.), waarin de hymnen van de Rig-Veda een zeer belangrijke rol spelen.
  - De tijd van de offermystiek (ca. 1000-750 v.Chr.), waarin er een kastenstelsel ontstond nadat de Indo-Ariërs zich van de inheemse volkeren - die zij shudra's noemden - wilden onderscheiden. Met name de kaste van de priesters (brahmanen) werd hierbij zeer belangrijk.
  - De tijd van de Upanishads (ca. 750-500 v.Chr.)
- Klassieke periode (ca. 500 v. Chr.-1000 n.Chr). Hierin was sprake van steeds meer kritiek op de brahmaanse godsdienst en traden Mahavira en Boeddha naar voren, die ervoor zorgden dat er op het Indische subcontinent niet langer sprake was van slechts één religie. Ook was de Indische filosofie vanaf toen niet langer bedoeld als geheime leer, maar werd zij opengesteld voor een breed publiek, inclusief de lagere kasten die er niet eerder bij betrokken waren geweest. In plaats van het Sanskriet werd de volkstaal als voertaal gebruikt. Met name tussen 800 v.Chr. en 200 voerden de verschillende filosofische scholen een heftige competitie. Sommige van deze scholen zoals het shaivisme, het advaita vedanta, het boeddhisme - dat zich later vanuit India grotendeels verplaatste naar China en Japan - en het jaïnisme hebben deze strijd overleefd, terwijl andere zoals de Ajivika tegenwoordig niet meer bestaan.
- Na-klassieke periode (vanaf ca. 1000)

In de periode 1750–1947, de tijd van de Britse koloniale bezetting, verkreeg de Indische filosofie haar huidige vorm. Denkers als Vivekananda, Aurobindo, Tagore, Gandhi, Krishnamurti en Radhakrishnan gaven aan de traditionele Indische filosofie een eigentijdse betekenis, daarbij mede beïnvloed door de westerse indologen, iets wat Agehananda Bharati het pizza-effect noemde.

### Vedische periode

#### Oud-Vedische of Samhitaperiode
Aanvankelijk was het gebied van de Indo-Ariërs beperkt tot het vijfstromengebied Punjab rond de Indus in het noorden van Zuid-Azië. Het betrof in deze periode nog een pastorale samenleving die vooral leefde van de veeteelt.
Over een lange periode ontstond hier vanuit vele onbekende bijdragen een traditie die uiteindelijk op schrift zou worden gesteld. Deze Veda's bestaan uit vier afdelingen, waarbij bij offers elke afdeling door een priester werd voorgedragen:
- Rig-Veda, de oudste Veda, de lofverzen of hymnen, voorgedragen door de hotr of roeper
- Sama-Veda, de liederen, voorgedragen door de udgatri of zanger
- Yajoer-Veda, de offerspreuken, voorgedragen door de adhvaryu of celebrant
- Atharva-Veda, de atharva of magische spreuken, voorgedragen door de brahmana of opperpriester

Elke Veda bevat weer vier niveaus:
- Samhita's, mantra's en hymnen
- Brahmana's, commentaren over rituelen bij de Samhita's
- Aranyaka's, woudgeschriften voor kluizenaars
- Upanishads, geheime mystieke teksten

De lof gold voor de deva's of goden, zoals de god van het vuur Agni, de god van donder en bliksem Indra en de zonnegod Vishnu. In de teksten is hiernaast echter ook een filosofisch begin te zien, zoals in de scheppingshymne in Rig-Veda 10.129 nasadiya sukta, waarin de tijd van voor de schepping wordt gezien als een tijd waarin zowel het Niet-Zijn als het Zijn nog niet bestonden en waarin wordt gesteld dat ook de goden pas na de schepping ontstonden en dat mogelijk zelfs de schepper niet weet hoe de goden zijn ontstaan.
Deze teksten gelden als de absolute en eeuwige waarheid, aangezien zij op openbaring berustten. Desondanks is dus al in de Rig-Veda een twijfel aan de goden te zien en een zoektocht naar de oergrond achter deze goden. In de Brahmana's vermindert de angst voor de goden, aangezien deze door brahmanistische rituele offers (yajna's) in toom gehouden kunnen worden.
De drie doelen van het vedische leven (trivarga) waren dharma (normen), artha (rijkdom) en kama (plezier).

#### Brahmanische en Aranyaka-periode
Met het verschuiven van de focus van de Samhita's naar de Brahmana's nam ook de aandacht voor rituelen toe ten koste van de deva's, de goden van de Rig-Veda. Dit ging gepaard met de opkomst van de brahmanen, de priesters die met hun rituelen de goden moesten bedwingen. Zij verkregen steeds meer de belangrijkste positie in de maatschappij, ten koste van de kshattriya's, de krijgers en heersers, overigens zonder wereldlijke macht naar zich toe te trekken. Mogelijk hing deze verandering van positie samen met de overgang van een semi-nomadische krijgerssamenleving naar een agrarische samenleving. Onder de heersers vielen de vaishya's, de handelaren en landbouwers, en daaronder de shudra's, de arbeiders en dienaren. Mogelijk waren deze laatsten de nakomelingen van de oorspronkelijke bevolking die nu onder de Indo-Ariërs viel. Zij mochten dan ook niet deelnemen aan de hindoeïstische initiatierite van upanayana. De dalits vielen zelfs buiten het kastenstelsel met zijn vier varna's dat gedurende deze periode zo vorm begon te krijgen.
Gedurende deze periode ontwikkelden zich de begrippen Brahman en Atman tot belangrijke concepten.

#### Upanishadische periode
In deze periode was het gebied ondertussen uitgebreid tot de Ganges en ontwikkelden zich voor het eerst sinds de Indusbeschaving weer steden. In deze steden werd de onderlinge solidariteit de familiebanden ten dele vervangen door een solidariteit tussen de klassen.
De janapada's, kleinere stamgebieden waarin leiders voortkwamen uit stam- en familieverbanden, vormden zich tot grote (maha) gebieden, de mahajanapada's, elk geleid door een koning met elk een eigen hoofdstad. Deze centralisatie ging gepaard met een toenemende handel waardoor een handelaarsklasse kon ontstaan. De verschuiving van de macht van een raad van stamhoofden naar een koning, de urbanisatie en het ontstaan van een koopmansklasse bracht een individualisering teweeg die ook gevolgen had voor de religieuze beleving. Het leven als lijden kreeg een belangrijke plaats, terwijl het polytheïsme in belang afnam.
Eerder lag de nadruk op de natuurlijke omstandigheden waarin de mens moest zien te overleven, maar in een steeds meer gestratificeerde samenleving groeide de ongelijkheid. In andere samenleving ontstonden in gelijke omstandigheden religies die hier een rechtvaardigheid voor boden in het hiernamaals. De brahmanen konden hier maar een beperkt antwoord op vinden. Zij vormden een gesloten groep die hun kennis en daarmee macht over de geestelijke wereld voor zichzelf hielden en vooral mondeling overbrachten. Dit systeem verkreeg een zekere starheid en gerichtheid op uiterlijke rituelen die onvoldoende voorzag in de eisen van de nieuwe samenleving. Zo ontstond een mystieke tegenbeweging van wereldverzaking op zoek naar het innerlijk en de verlossing van deze cyclus. Dat betekende overigens niet dat er sprake was van een volledige overgang. Buiten de stedelijke gebieden waar de nieuwe onzekerheden geen rol speelden, bleef er behoefte aan de oude vormen. Dit kon spanningen veroorzaken tussen de stedelijke elite en de landelijke bevolking.
Zo ontstonden de meer filosofisch getinte Upanishads. Hoewel eerder al Upanishads gevormd waren, ontstonden de belangrijkste in deze periode. In deze geheime teksten is een vroege filosofische bespiegeling te vinden over de aard van de wereld en de mensen en over wat er na de dood gebeurt. De aard van de wereld komt naar voren in de begrippen Brahman en Atman. Het begrip Brahman had zich ontwikkeld tot het onpersoonlijke Absolute waaruit alles ontstaat, niet gebonden aan tijd (kala), ruimte (desa) en causaliteit (nimitta), dit in tegenstelling tot de goden. Atman had zich ondertussen ontwikkeld tot het diepste zelf. Waar deze ontwikkeling al eerder was begonnen, werd in de Upanishads de conclusie getrokken dat beiden een waren. Elke persoon heeft wel een eigen vorm, maar heeft dezelfde essentie. De echte overkoepelende werkelijkheid is Brahman die zich in personen als Atman manifesteert. Dit overkoepelende komt ook naar voren in de Maha Upanishad. Onder meer wordt hierin verkondigd Vasudhaiva Kutumbakam, de wereld is één familie:
Alleen kleingeestigen zeggen 'de ene is een familielid, de andere vreemdeling' 
Voor hen die grootmoedig leven, is de hele wereld een familie. Maha Upanishad, VI-71-72

##### Cyclus van dood en wedergeboorte
Een belangrijke revolutie in religieus denken in deze periode is dat wat er na de dood gebeurt. Vanaf deze tijd werden samsara, karma en moksha centrale begrippen in de Indische filosofie en religie. Samsara is daarbij de eeuwigdurende cyclus van dood en wedergeboorte. Aangezien er sprake is van zielsverhuizing bij de wedergeboorte, is er een eigen verantwoordelijkheid over het lot op basis van het gedrag heeft in het eerdere leven of karma. Het loont dus om een goed leven te leiden, aangezien het de volgende levens positief beïnvloedt. Aangezien de Upanishads het leven vooral als lijdensweg zien, is dit echter onvoldoende. Daarom geldt moksa of verlossing uit de eeuwigdurende cyclus als belangrijkste doel van goed leven. Daarbij verdwijnt de individuele ziel in de universele ziel zoals een rivier verdwijnt als deze in zee uitmondt. De uitbreiding van de doelen van het leven met moksa maakte van de trivarga de caturvarga of purusartha.
Deze ideeën waren echter onbekend in de Veda's en waren waarschijnlijk afkomstig uit Groter Magadha. Karma impliceert een eigen verantwoordelijkheid voor het eigen lot en daarmee individualisering. Karma en moksha waren de grondslag voor het boeddhisme, jaïnisme, ajivikisme en andere bewegingen, terwijl charvaka dit alles afwees. Aangezien inactiviteit gezien werd als een voorwaarde om moksha te bereiken, ontstonden er veel ascetische bewegingen die zich in meer of mindere mate terugtrokken uit de maatschappij. Alleen de dood brengt volledige inactiviteit en moksha kan volgens deze bewegingen dan ook pas na vele levens bereikt worden na het sterven, het parinibbana in het boeddhisme. Dit waren onbekende concepten voor het brahmanisme toen dit in Magadha arriveerde en een deel van de brahmanen wees dit dan ook af, zoals Shabara ten tijde van de vroege mimamsa-school. Andere brahmanen gingen hier echter voorzichtig in mee en zo ontstond er naast het gezinshoofd (grhastha) die offers (yajna) brengt ook ruimte voor onder meer de wereldverzaker (samnyasin) in wat het ashrama-systeem zou worden. Een deel van de brahmanen accepteerden dus net als het boeddhisme wereldverzaking, maar een andere benadering was alleen voorbehouden aan het brahmanisme. Dit was de samkhya-school die onderscheid maakt tussen het stoffelijke actieve prakrti – niet alleen de stoffelijke wereld, maar ook het denken, voelen en handelen – en het geestelijke passieve purusa – het diepere inactieve Zelf. Het idee dat het innerlijke Zelf inactief is, deed beseffen dat moksha ook tijdens het leven te bereiken is, wat later bekend werd als jivanmukti. Aangezien purusa gescheiden is van alle gedachten en al het handelen van prakrti kan dan zelfs gestreefd worden naar moksha zonder zich terug te trekken uit de maatschappij. Zo ontstond er ruimte voor de woudkluizenaar (vanaprastha) die zich weliswaar afzonderde, maar nog wel offers bracht. Deze interpretatie werd echter nog verder doorgevoerd en in de Bhagavad Gita is het Zelf van Arjoena losgekoppeld van zijn lichaam en geest en kan hij als kshatriya of krijger nog steeds moksha nastreven. Zijn handelen wordt bepaald door de guna's die bij zijn varna horen. Met deze interpretatie wisten de brahmanen de tendens van individualisering die karma impliceert om te buigen in een legitimatie van een statische maatschappij, een samenleving zonder sociale mobiliteit tussen de varna's en daarmee de-individualisering.:241-254
In de Mundaka Upanishad werden de vier Veda's neergezet als apara, de lagere vorm van de twee wijsheden tegenover para, de hogere wijsheid. De Upanishads verwierpen de Veda's niet zoals de niet-orthodoxe scholen zouden doen, maar plaatsten deze wel op een duidelijk lager plan dan de wijsheid van het weten van Atman en Brahman. Een radicale verandering is die tussen de waardering voor het dorpsleven (grama) tegenover de wildernis (aranya). In de vedische wereld bestond er van de laatste een negatief beeld, terwijl onder meer de Prasna Upanishad en de Mundaka Upanishad stellen dat dit de enige weg naar moksha is, terwijl bij het dorpsleven de cyclus van samsara in stand blijft. De verwarring is terug te vinden in de Mahabharata, waar de zieners, de rsi's aan Brahma vragen welke dharma nu gevolgd moet worden.
Zo vormde de vedische offerreligie zich om, waarbij het offer en het verkrijgen van zonen niet meer de weg naar verlossing waren. Daarmee veranderde ook de status van het gezinshoofd. Aangezien dit de enige was die de drievoudige schuld (rna-traya) in kon lossen, was dit de centrale figuur in het vedische leven geweest. Nu verschoof de voorkeur naar een celibate levensvorm, wat niet zonder slag of stoot ging. Als reactie hierop ontstond het ashrama-systeem, waarbij de verschillende levensvormen als gelijkwaardig worden gezien. Binnen dit systeem kregen de vijf grote dagelijkse offers (panca mahayajna) een centrale rol.
|                  | Vroege Veda's                       | Upanishads              |
| ---------------- | ----------------------------------- | ----------------------- |
| Teksten          | Veda's met Brahmana's en Aranyaka's | Upanishads              |
| Geloof           | Vele goden                          | Brahman                 |
| Focus            | Deze wereld                         | Spirituele wereld       |
| Primaire waarden | Deugd, succes en plezier            | Verlossing (moksha)     |
| Nadruk op        | Gemeenschap                         | Individuele zoekende    |
| Belangrijk       | Rituelen                            | Kennis                  |
| Belangrijk       | Gebed                               | Meditatie (yoga)        |
| Samsara          | Niet genoemd                        | Fundamenteel probleem   |
| Karma            | Niet belangrijk                     | Essentieel              |
| Bestaan          | Nadruk op pluralisme                | Nadruk op non-dualisme  |
| Bestaan          | Leven is een strijd                 | Geweldloosheid (ahimsa) |
| Zelf             | Dit lichaam en deze geest           | De Atman die Brahman is |
| Goddelijkheid    | Delen in goddelijkheid              | Goddelijk zijn          |
| Universele orde  | Rtam                                | Dharma en karma         |
| Astika-school    | Mimamsa                             | Vedanta                 |

### Klassieke periode
Er was eerder kritiek geweest gedurende de Vedische periode, waarbij onder meer de Upanishads tot stand kwamen. Uiteindelijk werden de Upanishads echter onderdeel van de Veda's en werden zelfs voor een groot deel van de Hindoes het belangrijkste deel daarvan. Gedurende de klassieke periode groeide de kritiek tegen de geheime rituelen met de offers en werden de Veda's verworpen door sceptische bewegingen, maar vooral materialistische bewegingen. Dit werden de nee-zeggers, of nastika's, waarbij voor het eerst duidelijk historische filosofen naar voren komen, veelal kshatriya's in plaats van brahmanen.
Dit alles had een brahmanistische tegenreactie tot gevolg waarbij de kritiek van de nastika's gepareerd werd door de astika's. Ook onderling was er de nodige kritiek en daarmee was dit een rijke filosofische periode waarin de negen belangrijkste darsana's gevormd werden. Voor de meerderheid gold daarbij dat de centrale ideeën van samsara, karma en moksa niet ter discussie stonden, maar wel verschilden de scholen in hoe hiermee om te gaan. Daarbij zijn twee richtingen te onderscheiden die allebei in meer of mindere mate terug zijn te vinden bij alle scholen: het onderscheid tussen denken en doen. Volgens de ene richting is het lijden te wijten aan onvoldoende begrip en kan alleen het verwerven van de juiste gnosis uitkomst bieden. De andere richting stelt het menselijke handelen en de intenties de juiste weg zijn, wat bereikt wordt met zelfbeheersing en ascese.

#### Niet-orthodoxe scholen

##### Charvaka
Van de materialistische bewegingen was charvaka de belangrijkste. Hierin werden de Veda's, de bijbehorende rituelen en het bovennatuurlijke verworpen, alsook de ziel, karma en moksha. Alles kwam voort uit de vier materiële elementen, ook de geestelijke processen. Het had dan ook geen zin om afstand te doen van de aardse genoegens. In plaats van geheime rituelen die uitgevoerd werden door een kleine elite, werden grootschalige debatten gehouden voor de groeiende aanhang. Uiteindelijk wist deze school van nee-zeggers niet overeind te blijven, maar het droeg wel bij aan een ontwikkeling van scholen waarbij niet de brahmanen de hoofdrol speelden.
Charvaka werd wel afgeschilderd als anti-vedisch, maar de critici die dit stelden leefden enkele eeuwen na het verdwijnen van charvaka en hadden geen directe kennis van werken van deze leer. Het resulteerde echter wel in een zeer negatief beeld van charvaka.
Hoewel de leer waarschijnlijk een tegenreactie was op de dominantie van de brahmanen en de vedische rituelen, worden meerdere prominente charvaka's in enkele kritieken brahmanen genoemd. Van oorsprong was de leer waarschijnlijk dan ook een brahmaanse school. En al golden de Veda's niet als pramana of bewijs, passage 2.4.12 uit de Brihadaranyaka-Upanishad werd wel aangehaald door charvaka's, aangezien daarin wordt gesteld dat er na de dood geen bewustzijn is. Mogelijk was de afwijzing van een andere wereld dan ook meer een afwijzing van de nieuwe concepten van karma en wedergeboorte dan een afwijzing van de Veda's. Daarmee vertoont de school overeenkomsten met die van mimamsa. Waar het brahmanisme uiteindelijk echter de nieuwe begrippen uit Groter Magadha om wist te vormen en in te passen, verloor het in dat opzicht orthodoxe charvaka de strijd tegen deze concepten en verdween. Tot het echter zover was, bleef het in het eerste millennium van de jaartelling een belangrijke school.

##### Jaïnisme
Mahavira (599–527 v.Chr.) zou de stichter zijn geweest van het jaïnisme, dat de wereld verdeelde in levende zielen (jiva's) en levenloze materie (ajiva). De jiva kan een eeuwigdurende alwetend gelukkig bestaan leiden, maar door bepaalde handelingen van de ziel wordt deze vervuild met ajiva en vormt zo een sterfelijk lichaam. Dit komt naar voren in de zeven realiteiten of tattva's:
- jiva, de levende ziel
- ajiva, levenloze materie
- asrava, instroom van goede en kwade karmische materie in de ziel
- bandha, gebondenheid, onderlinge vermenging van de ziel en karma
- samvara, onderbreking van de instroom van karmische materie in de ziel
- nirjara, geleidelijke afscheiding van een deel van karmische materie van de ziel
- moksa, verlossing door volledige vernietiging van alle met een bepaalde ziel gebonden karmische materie

Om deze verlossing te bereiken, is strenge ascese nodig, waarbij geweldloosheid (ahimsa), niet liegen (satya), niet stelen (asteya), kuisheid (brahmacharya) en afzien van begeerte (aparigraha) noodzakelijk zijn. Deze strenge regels hebben een grote verspreiding in de weg gestaan, maar desondanks wist deze school zich te handhaven, al dan niet in minder strenge vorm. De belangrijkste sektes zijn de Shvetambara's, de witgekleden, en de Digambara's, de in lucht gekleden.
Ter verdediging van hun leer, ontwikkelden de jaïna's de doctrine van syadvada, waarbij een uitspraak slechts geldig is in bepaalde omstandigheden. Volgens deze relativistische doctrine zijn er oneindig veel naya's, manieren om iets te bekijken. Dit komt onder meer naar voren in het verhaal De blinde mannen en de olifant.

##### Boeddhisme
Gautama Boeddha (ca. 563/480–ca. 483/400 v.Chr.) was de stichter van het boeddhisme dat de vier edele waarheden als fundament heeft:
- het bestaan van lijden en ontevredenheid (dukkha)
- verlangens als de oorzaak van het lijden (samudaya)
- de opheffing van het lijden door deze verlangens op te geven (nirodha)
- het edele achtvoudige pad tot opheffing van het lijden (magga)

Volgens Boeddha was de wereld opgebouwd uit een oneindig aantal basiselementen, de levenloze dharma's. Deze dharma's ontstaan en vergaan continu en daarmee ook alle voorwerpen, dieren en ook mensen. Daarmee verandert ook de 'ik' continu en is er geen sprake van een 'zelf' of atman, maar van een niet-zelf of anatman. Er kan ook niet gesproken worden over verleden-heden-toekomst, er is sprake van een opeenvolging van hedens. Er is echter wel een verband tussen deze dharma's, het afhankelijk ontstaan (pratitya-samutpada) – een vorm van causaliteit. Voor de mens komt dit terug in het levensrad met zijn twaalf nidana's – oorzaken of schakels – dat de samsara of de cyclus van dood en wedergeboorte uitbeeldt:
1. avidya, onwetenheid
2. samskara, wil tot leven
3. vijnana, bewustzijn
4. nama-rupa, naam en vorm

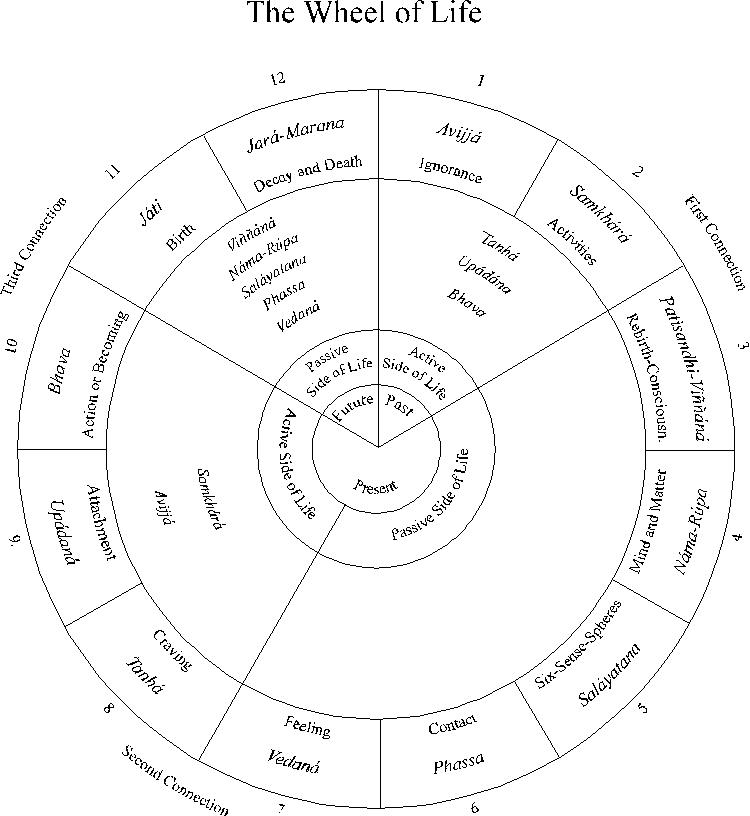
Het levensrad

5. sadayatana, de zes zintuigen (het verstand wordt als innerlijk zintuig gezien)
6. sparsa, aanraking
7. vedana, waarneming
8. trsna, begeerte
9. upadana, hechting
10. bhava, wording
11. jati, geboorte
12. jaramarana, ouderdom en dood

1 en 2 zijn overgebleven uit het vorige leven en zijn de oorzaak dat de cyclus zich doorzet en daarmee van het lijden. Het huidige leven speelt zich af van 3 tot en met 9, waarna de cyclus zich met 11 en 12 herhaalt in volgende levens.
Ondanks zijn afwijzing van de Veda's en atman is de wedergeboorte ook voor Boeddha dus een gegeven en dat geldt ook voor de wens tot verlossing van de samsara en de dukkha. Deze uitdoving of nirwana kan gezien worden als het doel van het boeddhisme, zoals moksa dat is in het hindoeïsme en kan bereikt worden door het volgen van het edele achtvoudige pad. Het hiervoor vereiste gedrag is terug te vinden in de boeddhistische ethische code of levensregels zoals pancasilani.
Waar Boeddha stelde dat verlossing in zichzelf moet worden gevonden, werd hij in later tijden zelf als god vereerd, vooral in de stroming mahayana (groot voertuig) dat het karakter van een Kerk kreeg. In theravada – ook wel denigrerend hinayana (klein voertuig) genoemd – is dit niet het geval.

###### Logica
Een belangrijke ontwikkeling was die van de boeddhistische logica. Zo worden daarin vier alternatieven onderscheiden (catuskoti), waarbij de laatste twee zijn afgeleid uit de eerste twee:
1. A
2. niet-A
3. zowel A als niet-A
4. noch A noch niet-A

Nagarjuna (ca. 150–ca. 250), de belangrijkste boeddhistische denker na Boeddha zelf, paste dit toe op het leven:
1. zijn
2. niet-zijn
3. zowel zijn als niet-zijn
4. noch zijn noch niet-zijn

Hieruit leidde Nagarjuna af dat dit slechts op kan gaan in combinatie met afhankelijk ontstaan als er sprake is van een niet-zelf voor alle fenomenen, sunyata of leegheid. Door de vier alternatieven ook te ontkennen, kwam Nagarjuna tot de achtvoudige ontkenning. Deze leer dat niets in afzondering van zichzelf bestaat zonder zijn oorzaken en omstandigheden, werd bekend als madhyama-pratipad of middenweg.
Nagarjuna vergeleek dit in Yuktisastika (Zestig verzen over redeneren) met de weerspiegeling van de maan op het water, die zowel werkelijk als onwerkelijk is.
Nagarjuna ontwikkelde daarbij de leer van de tweevoudige waarheid, waarbij twee waarheden (satya) worden onderscheiden, een wereldse (samvrti) en een ultieme (paramartha). De eerste is nodig voor het alledaagse leven waarbij het praktische karakter het dagelijks leven mogelijk maakt. Daarbij kan aan fenomenen een invulling gegeven worden die zij volgens de ultieme waarheid niet hebben.

###### Hoofdsystemen
Waar Fjodor Sjtsjerbatskoj (1866–1942) een chronologische onderverdeling voor het boeddhistische denken maakte, stelde Takakusu Junjiro (1866–1945) een onderverdeling voor op basis van de alternatieven van 'zijn' en 'niet-zijn' van de catuskoti, hoewel dit niet de volgorde was hoe het denken zich historisch ontwikkelde.
|           | Realisme                                               | Nihilisme | Idealisme                                                               | Negativisme (Nihilisme)                                                                                                   |
| --------- | ------------------------------------------------------ | --- | ----------------------------------------------------------------------- | --- |
| Stroming  | Hinayanistisch                                         | Hinayanistisch | Semi-mahayanistisch                                                     | Mahayanistisch |
| School    | Sarvastivada Alles bestaat                             | Satyasiddhi De waarheid kan bereikt worden met tegengestelde ontkenning                                                     | Vijnaptimatra Alleen ideevorming bestaat                                | Madhyamika De waarheid kan bereikt worden met een synthetische ontkenning                                                 |
| Begrippen | Pudgula - sunyata Ontkenning individualiteit (pudgala) | Sarva - dharma - sunyata Ontkenning van realiteit van alles, zowel individualiteit (pudgala) als materie als geest (dharma) | Bahya - artha - sunyata Ontkenning van realiteit van alle externe zaken | Sarva - dharma - sunyata Ontkenning van realiteit van alles, zowel materie als geest als hechting van alle levende wezens |
|           | Ens (zijn)                                             | Non-ens (niet-zijn) | Zowel zijn als niet-zijn                                                | Noch zijn noch niet-zijn                                                                                                  |
|           | Vasubandhu (ca. 420–ca. 500)                           | Harivarman (ca. 250–ca. 350)                                                                                                | Vasubandhu (ca. 420–ca. 500)                                            | Nagarjuna (ca. 150–ca. 250)                                                                                               |

De eerste school beschouwt de werkelijke wereld als bestaand, als realistisch. De tweede school ontkent dit juist, vandaar dat Takakusu hier over nihilisme spreekt. Volgens de derde school van de ondertussen door zijn broer Asanga bekeerde Vasubandhu bestaan er alleen ideeën, vandaar idealisme. Nagarjuna was eerder al verder gegaan dan de tweede school met zijn sunyata en ontkende zowel het zijn als het niet-zijn. Takakusu heeft het hier ook over negativisme.

###### Zen
Naast deze logische systemen is er in het boeddhisme ook een belangrijke plaats voor meditatie. Dit komt sterk naar voren bij zen waarbij de overlevering zonder woorden plaatsvindt, maar via de ervaring.
Met voor leken relatief beperkte verplichtingen en een inclusief karakter, waardoor het samen met andere religies aangehangen kon worden, werd het boeddhisme de meest succesvolle missionaire religie tot deze rol rond 1000 door de islam over werd genomen. Belangrijk bij de verspreiding was ook het monasticisme waarbij monniken bij elkaar leefden in kloosters. In India zelf verdween het boeddhisme echter grotendeels gedurende de middeleeuwen.

#### Orthodoxe scholen
De opkomst van de niet-orthodoxe scholen dwong het brahmanisme tot vernieuwing. Argumentatie werd daarmee van groot belang, en zo ook taal. Rond deze tijd werkte Panini dan ook aan zijn Ashtadhyayi over Sanskriet grammatica. De ontwikkeling is te volgen in de Upanishads, commentaren op soetra's, het enorme werk Mahabharata en de Manusmriti, de wetten van Manu. Zo ontstonden de zes belangrijkste scholen, vaak in drie paren genoemd:
- nyaya - vaisheshika
- samkhya - yoga
- mimamsa - vedanta

Van deze scholen hebben samkhya, yoga en vedanta de grootste invloed gehad.

##### Nyaya
Aksapada Gautama zette in de Nyaya Sutras het eerste systeem van logica op met een bijbehorende terminologie. Deze methodologie werd overgenomen door alle andere Indische scholen, ook de niet-orthodoxe.

##### Vaisheshika
Het lijkt erop dat vaisheshika een reactie was op sarvastivada, een van de vroege boeddhistische scholen, en het vertoont daar dan ook de nodige overeenkomsten mee.:266
Volgens Kanadu in de Vaisheshika Sutra was de wereld opgebouwd uit paramanu, vergelijkbaar met atomen. Uitgaande van deze theorie werd een beeld geschetst van de natuurlijke wereld en de metafysica, het begrip waarvan uiteindelijk moksha mogelijk moest maken, het streven van elk Indisch systeem. In toenemende mate werd daarbij gebruik gemaakt van de nyaya-logica, zodat beide scholen elkaar steeds meer gingen beïnvloeden.

##### Samkhya
De samkhya-school van Kapila vond zijn oorsprong net als charvaka in Groter Magadha. Het heeft een dualistisch karakter en onderscheidt het stoffelijke actieve prakrti en het geestelijke passieve purusa. Daarmee staat het tegenover het monisme van de Upanishads en de vedanta-school. Waar bij de laatste twee de werkelijkheid een illusie is, de maya, werd deze bij samkhya werkelijkheid, de prakrti. Atman werd purusa en gold niet meer als overkoepelend zelf, maar als een verzameling individuen. Daarmee verdween ook de noodzaak tot een godsbegrip.
In de prakrti werken drie krachten of guna's, de lichte goede sattva, de passievolle dynamische noch goede noch slechte rajas en de negatieve apathische tamas. De prakrti omvat niet alleen de stoffelijke wereld, maar ook het denken, voelen en handelen, wat in het Westen meestal tot het geestelijke domein wordt gerekend. Het geheel wordt onderverdeeld in 25 tattva's, waaronder de prakrti, het intellect (buddhi), het ik-bewustzijn (ahamkara), de zintuiglijke vermogens, de rede (vac), de zintuigen en de vijf elementen (mahabhuta) en daar tegenover de purusa.
De drie guna's zijn daarbij verantwoordelijk voor de dynamiek van de cyclus van ontstaan en ondergang. Daarbij is de eenheid van prakrti en purusa slechts een schijnbare eenheid, zoals een kleurloos kristal rood kleurt als er een rode bloem achter gehouden wordt. De weg naar moksa ligt in het inzicht dat de purusa geen deel uitmaakt van de wereld met zijn lijden en dat de prakrti zonder het bewustzijn van de purusa geen lijden voelt.
Hoewel samkhya van grote invloed was, had het moeite om een coherent systeem te vormen dat in debatten overweg kon met de externe kritiek. In de tweede helft van het eerste millennium verdween de school dan ook langzaam uit beeld.:266

##### Yoga
Yoga met de Yogasoetra's van Patanjali als standaardwerk, heeft sterke metafysische overeenkomsten met samkhya, maar heeft verder vooral een praktische inslag. Afwijkend van samkhya kent yoga wel een persoonlijke god, die evenwel geen scheppende god is, aangezien de schepping verklaard wordt door de wisselwerking tussen purusa en prakrti.
De praktische benadering moet leiden tot moksa en dit vergt een combinatie van onthoudingen (yama's), voorschriften (niyama's), meditatie (dhyana) en andere oefeningen, de acht geledingen (ashtanga) van raja-yoga. Hoewel het doel de moksa is, kan het als bijverschijnsel bovennatuurlijke krachten (siddhi) bevorderen.

##### Mimamsa
De mimamsa-school stond voor een terugkeer naar de vroege Veda's en ontwikkelde daartoe de vedische hermeneutiek. De Upanishads werd hierbij gezien als ondergeschikt aan de Samhita's en vooral de Brahmana's. Het hechtte daarbij grote waarde aan de daarbij behorende rituelen waarmee de aard van dharma, de morele plichten, onderzocht moet worden. Daartoe kunnen alle pramana's gebruikt worden.

##### Vedanta
Waar mimamsa terugkeerde naar de vroege Veda's, gaat vedanta terug naar de Upanishads, wat ook de naam verklaard, die staat voor 'het einde van de Veda's '. Naast de Upanishads gelden de Brahmasoetra's en de Bhagavad Gita – samen de Prasthanatrayi genoemd, de drie bronnen – als de grondslag van vedanta.
Binnen vedanta zijn weer verschillende stromingen, waaronder advaita. De belangrijkste filosoof van deze stroming is Shankara. A-dvaita (niet-tweeheid) wijst daarbij op non-dualisme, het een-zijn van Brahman en Atman. Shankara stelde daarbij de kentheoretische vraag in hoeverre deze werkelijkheid te kennen is. De Indiase kentheorie, de pramana, geeft daarbij zes mogelijkheden. Volgens Shankara kan Brahman niet door waarneming (pratyaksa) of gevolgtrekking (anumana) doorgrond worden, al lijkt dat wel zo door de maya, de uiterlijke schijn. Die pramana's zijn slechts nuttig voor empirische kennis. Ware kennis (vidya) kan echter wel bereikt worden door de openbaring van de Veda's en dan vooral de Upanishads.
De Upanishads en vooral de oudere Veda's verkondigen echter niet slechts monistische standpunten, maar ook pluralistische. Zo worden er wezens beschreven die verschillen van Brahman. Om dit conflict op te lossen, maakte Shankara gebruik van een tweevoudige waarheid vergelijkbaar met die van de boeddhistische Nagarjuna. Bij Shankara zijn dit paramartha, de absolute waarheid, en vyavahara, de praktische waarheid. Daarnaast is er nog pratibhasika, de schijnbare waarheid.
De praktische uitvoering van vedanta is jnana-yoga met zijn viervoudige praktijken:
- viveka, het onderscheid tussen het eeuwige en het tijdelijke
- vairagya, bevrijding van alle passie
- shad-sampat, de zes deugden:
  - sama, gemoedsrust
  - dama, zelfbeheersing
  - uparati, afzien van zinsgenot
  - titiksa, verdraagzaamheid
  - sraddha, geloof
  - samadhana, concentratie
- mumukshutva, intens verlangen naar moksa

| Pramana                                                 | Nyaya | Vaisheshika | Samkhya | Yoga | Mimamsa | Vedanta | Charvaka | Boeddhisme | Jaïnisme |
| ------------------------------------------------------- | ----- | ----------- | ------- | ---- | ------- | ------- | -------- | ---------- | -------- |
| Waarneming Pratyaksa                                    | X     | X           | X       | X    | X       | X       | X        | X          | X        |
| Gevolgtrekking Anumana                                  | X     | X           | X       | X    | X       | X       |          | X          | X        |
| Vergelijking en analogie Upamana                        | X     |             |         |      | X       | X       |          |            |          |
| Afleiding uit omstandigheden Arthapatti                 |       |             |         |      | X       | X       |          |            |          |
| Afwezigheid van waarneming/ negatief bewijs Anupalabdhi |       |             |         |      | X       | X       |          |            |          |
| Getuigenis van expert Sabda                             | X     |             | X       | X    | X       | X       |          |            | X        |

### Na-klassieke periode
Met het verdwijnen van het boeddhisme uit India, verdween ook een belangrijke stimulans voor de verdere ontwikkeling van de brahmaanse filosofie. Hoewel de ontwikkeling daarna niet stilstond, trad er wel verstarring op, wat gepaard ging met een dogmatischer opstelling en een verharding van het kastenstelsel.

## Invloed in het Westen
De Indische filosofie verspreidde zich al vroeg door Azië, maar was tot de achttiende eeuw nauwelijks bekend in het Westen. De toenemende Britse aanwezigheid in India bracht daar verandering in. Warren Hastings stimuleerde de vertaling van de Bhagavad Gita door Charles Wilkins die verscheen in 1785. De Upanishads werden in 1796 vertaald door Anquetil-Duperron uit het Perzisch. Hoewel deze vertaling de nodige fouten bevatte, stelde Arthur Schopenhauer:
Het is de meest lonende en meest verheffende lectuur die ter wereld mogelijk is. Deze is de troost van mijn leven geweest en zal ook die van mijn sterven zijn.
Gedurende de negentiende eeuw ontwikkelde zich zo in het Westen de indologie, waarbij Schlegel, Müller en Deussen daarbij belangrijke namen waren.